# Trainguard MT CBTC
Trainguard MT CBTC est un système de gestion des trains basée sur la communication, en anglais communication based train control (CBTC), fabriqué par la société Siemens Transportation Systems. Il permet une distance rapprochée entre les trains grâce à l'utilisation de cantons mobiles indépendants de la signalisation latérale et permet éventuellement l'automatisation intégrale d'une ligne de métro.
Trainguard MT CBTC est notamment utilisé par la ligne 14 du métro de Paris, où il est connu sous le nom de SAET, par la ligne L du métro de New York, la ligne 1 du métro d'Alger, la ligne 9 du métro de Barcelone, la ligne 2 du métro de Budapest. Les lignes 14 du métro de Paris et 9 du métro de Barcelone utilisent une version pilotage automatique intégrale du système,. Le RER E (Île-de-France) sera en 2024 équipé du système Trainguard MT sous le nom de NEXTEO.
Dernièrement, la ligne 1 du métro de Paris a été intégralement automatisée à l'aide de Trainguard MT CBTC et une installation d'une version pilotage manuel a été effectuée ou est en cours sur les lignes 3, 5, 9, 10 et 12.

## Description
Le système de conduite des rames de métro peut communiquer avec les appareils au sol grâce à une liaison radio. La communication peut également se faire par une grecque.

## Liste des métros qui utilisent le Trainguard MT
- Métro d'Alger, Ligne 1
- Métro de Barcelone, Ligne 9
- Métro de Budapest, Ligne M2 et Line M4
- S-tog (Copenhague)[6]
- Crossrail de Londres, Elizabeth line (d'Abbey Wood à Paddington)
- Métro léger du Grand Jakarta[7]
- Ligne Guangfo
- Métro de Canton, Ligne 1 et Ligne 5
- Métro de Hong Kong, East Rail Line[8]
- Métro de Nankin, Ligne S3[9], Ligne 7[10]
- Métro de New York, Ligne L[11]
- Métro de Paris, Ligne 1 et Ligne 4 (SAET) et Ligne 14 (SAET NG)
- Métro de São Paulo, Ligne 4[12]
- Métro de Séoul, Ligne Seohae
- Métro de Sofia, Ligne 3
- Métro de Suzhou, Ligne 5
- Métro de Mexico, Ligne 1